# Калиптер

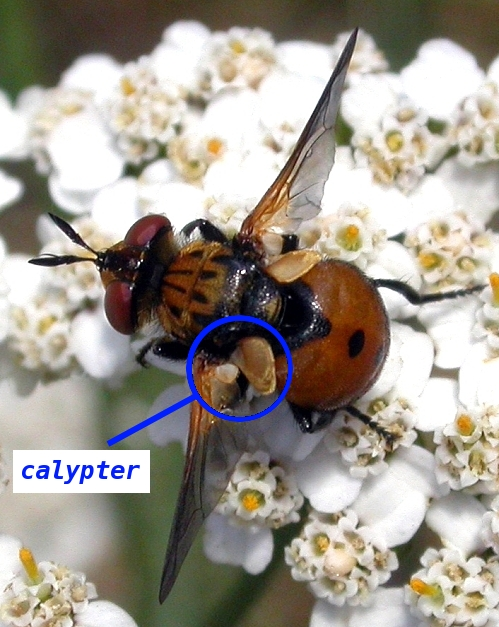
Калиптер у мухи хаины

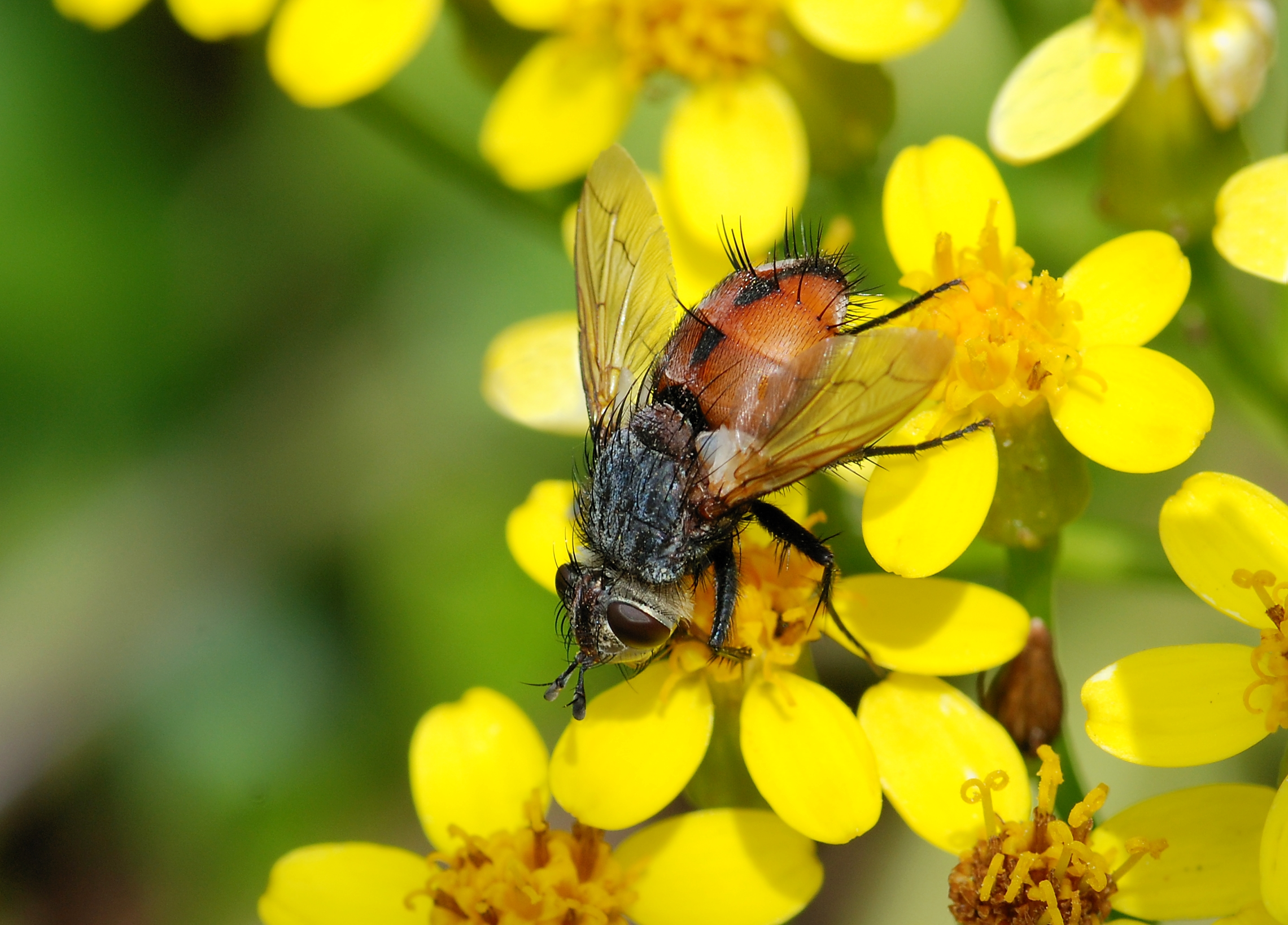
Светлый калиптер заметен в основании крыла Tachina sp.

Калиптер (лат. Calypter) — одна из двух задних долей заднего края переднего крыла мух между крайним задним основанием крыла и алулой, которая прикрывает жужжальца. Нижний калиптер — это проксимальный калиптер, а верхний калиптер — дистальный калиптер. Нижний калиптер, также называемый задней долей или грудной сквамой (squamula), обычно более развит. Он защищает жужжальце и не вибрирует вместе с крылом. Верхний калиптер также называется передней долей, или крыловой сквамой, или сквамулой (squama, tegula). Он расположен в аксиллярной области, между грудью и базальной частью крыла (или алулой), и вибрирует синхронно с движением крыла.
Форма калиптеров является элементом систематической идентификации. Калиптер присутствует у наиболее развитых Diptera, так называемых мускоидов, похожих на обычных мух. Это морфологический элемент, который идентифицирует группу калиптратных двукрылых (Calyptratae), отличая её от другой большой группы, включенной в секцию Schizophora. Виды подсекции акалиптратных двукрылых (Acalyptratae) отличаются отсутствием нижней калиптры, или грудной закрыловой чешуйки, которая в основании крыла редуцирована.